# Serrat de Santes Creus
El Serrat de Santes Creus és una serra situada als municipis de Vilanova de l'Aguda (Noguera) i de Pinell de Solsonès (Solsonès), amb una elevació màxima a Santes Creus de Bordell de 781,5 metres.